# José Peseiro
José Vítor dos Santos Peseiro (Coruche, Coruche, 4 de abril de 1960) mais conhecido como José Peseiro, é um treinador português e ex-futebolista português que atuava como Avançado/Extremo. Atualmente está sem clube. 

## Carreira

### Inicio
Começou a sua carreira como treinador do União de Santarém no ano de 1992, o qual viria a abandonar em 1994 após ter ganho o Campeonato Nacional da 3ª Divisão, nesse mesmo ano, para ingressar no U. Montemor, onde cumpriu duas Épocas na 2ª divisão nacional.Em 1996, deixa Montemor para vir treinar um histórico da cidade de Lisboa, o Oriental, no qual permanece três anos, disputando a subida por dois anos consecutivos acabando as épocas em 2º lugar na tabela classificativa em ambas as épocas.

### Nacional da Madeira
Em junho de 1999 viaja para a Madeira, para treinar o Nacional local. É no Nacional que começa a dar nas vistas, apresentando uma filosofia de jogo moderna e pouco vista em Portugal, que viria a ter resultados logo na primeira época consumando a subida à 2 divisão nacional ao conquistar o Campeonato Nacional da 2B. É em 2001/2002 com o 3.º lugar na segunda liga que concretiza um sonho de carreira com a ascensão do clube ao principal escalão do futebol profissional português.
No ano de 2002/2003, cumpre a primeira Época no primeiro escalão do futebol português, garantindo a manutenção bem cedo no campeonato.
Após a sua saída foi considerado o “treinador do século do clube”, sendo galardoado por isso.

### Real Madrid FC
Na época de 2003/2004 José Peseiro, assume o cargo de treinador-adjunto no Real Madrid, ao lado de Carlos Queirós, técnico principal. Esta aventura não foi bem sucedida a nível interno, apenas tendo conquistado a Super Copa Espanhola, e tendo chegado aos Quartos de Final da Liga dos Campeões. Carlos Queiroz foi despedido, devido aos fracos resultados desportivos da equipas, e consequentemente, José Peseiro, acompanhou solidariamente o seu treinador na altura. De realçar, que esta experiência como treinador adjunto, foi a única até hoje, durante todo o seu percurso.

### Sporting Clube de Portugal
Em 2004 José Peseiro regressa ao cargo de treinador principal em Portugal, num outro histórico nacional, o Sporting Clube de Portugal. Rotulado como um treinador da nova geração, sendo José Mourinho o "pai" dessa geração, Peseiro demonstrou-se ambicioso em conseguir grandes conquistas com o seu novo clube, foi detentor durante vários anos, do record de golos marcados por uma equipa na Liga Portuguesa, disputou a conquista do campeonato até ao seu final sendo o Benfica de Trapattoni campeão. Na taça de Portugal foi eliminado nos quartos de finais, no Estádio da Luz, casa do Benfica no desempate por grande penalidades, no famoso jogo do 3-3. Foi também apelidado do Futebol espetáculo que o Sporting praticava, quer por Portugal, quer pela Europa fora, onde eliminou equipas como, Feyenoord, Middlesbrough, Newcastle, AZ-Alkmar, chegando à final contra o CSKA Moscow, de onde saiu vencido nesse mesmo ano da taça UEFA.
Foi considerado pela Liga Portuguesa e pelo CNID, o “Treinador do Ano em Portugal”.
O início da época seguinte foi duro, acabando por perder vários jogadores importantes na equipa devido à grande campanha da época transacta na Taça Uefa, acabou por ser, cedo demais arredado da Liga dos Campeões contra a Udinese, na altura 2ª classificada em Italia, e eliminado da Taça Uefa contra o Halmstad. Ainda que o campeonato não tenha começado mal para o Sporting, encontrava-se a 2 pontos do 1º Classificado a 18 de Outubro de 2005, sem outra opção face ao desagrado dos adeptos, o presidente António Dias da Cunha aceita a demissão do treinador, e o próprio António Dias da Cunha, em solidariedade com o treinador, demite-se do Cargo de Presidente do Sporting Clube Portugal.

### Al-Hilal
Em Junho de 2006, José Peseiro, inicia a sua experiência no Médio Oriente, aceitando o convite do Al-Hilal da Arábia Saudita, um dos clubes mais titulados do país mas que o titulo lhes fugia à 3 épocas desportivas. Abandona o clube por divergências com a administração do clube em 2007, ao fim de 21 jogos oficiais, deixando a equipa em 1º lugar nas duas competições internas que disputava.

### Panathinaikos
Em 5 de junho de 2007 assume o cargo de treinador do Panathinaikos. No campeonato grego, tentou levar o clube ao titulo, lutando até à ultima jornada, acabando vice-campeão, logrando o apuramento para a terceira jornada de qualificação da Champions League de 2008–09, lugar que não conseguia desde 2003. Após a época terminar, o então Presidente do Panathinaikos, demite-se a 14 de Maio de 2008, e o próprio treinador, renuncia ao cargo em solidariedade com o presidente.

### Rapid București
A 3 de junho de 2008 foi apresentado como treinador do Rapid București, mesmo após graves problemas financeiros do clube, conseguiu manter uma equipa competitiva até à paragem de inverno, durante esse interregno acordou a rescisão do comando técnico da equipa.

### Seleção da Arábia Saudita
Em fevereiro de 2009 e após a demissão de Nasser Al-Johar do comando da Arábia Saudita, Peseiro foi anunciado como o novo treinador, apesar de ter chegado já com a fase de qualificação para o mundial 2010 em andamento, numa selecção que estava longe dos lugares de qualificação, Peseiro conseguiu o 2º lugar, que dá acesso ao play off, ganhando em Teerão, capital do Irão, e num jogo com muita rivalidade entre ambas as seleções, pois nunca a Arábia Saudita tinha ganho no Irão. No play off, jogou com o Barém. Na 1ª mão empatou fora a 0-0, na 2ª, apesar da superioridade de jogo apresentado pela Arábia Saudita, e no último segundo de jogo, quando os adeptos já festejavam o apuramento da Arábia, o Barém marca, empatando a partida, ficando o resultado final de 2-2, e assim se qualifica para a última eliminatória de play off, onde jogou com a Nova Zelândia.
Em 2010 na Golf Cup disputada no Yeman, onde se apresentou com uma Seleção Mista, de jogadores da Equipa de Sub-23 e Selecção AA, foi vice-campeã, perdendo 2-1 com o Kuwait em período de prolongamento.
Abandona o cargo de selecionador após ter disputado a Asia Cup em 2011.

### S.C. Braga
Em junho de 2012 foi anunciado como novo treinador do Sporting Clube de Braga. Apurou a equipa para a fase de grupos da liga de campeões, eliminando a Udinese, sendo apenas a segunda vez na historia do clube, que esteve presente numa fase de grupos da liga dos campeões. Vence a primeira Taça da Liga do SC. Braga diante do FC. Porto. a 13 de abril de 2013, em Coimbra.

### Al-Wahda
Em Novembro de 2013, abraça o projecto na Liga dos Emirados Árabes Unidos, comandando o Al-Wahda, equipa de Abu Dhabi, na qual consegue na primeira época pegar na equipa no 10º Lugar, e na consequência do recorde que começara nesse mesmo ano de 25 jogos consecutivos sem perder, acaba o campeonato no 2º lugar da prova.
Na sua segunda época ao comando do Al-Wahda, prossegue a sua invencibilidade, e após 11º jornadas sem derrotas, e ocupando o 2º lugar da tabela classificativa, e após divergências com os donos do clube, acaba por chegar a mútuo acordo, e abandona o clube de Abu Dhabi, seguindo viagem para o Al-Ahly do Egipto.

### Al-Ahly
Em Outubro de 2015, o clube egípcio Al Ahly contratou José Peseiro, com intenção de voltar a conquistar o título egípcio, que até então era propriedade do Zamalek, apesar da saída em finais de janeiro, para o FC. Porto, clube que oficializou a compra do mesmo treinador após o despedimento de Julen Lopetegui, o Al-Ahly, acaba mesmo por ser campeão egípcio, contribuindo assim o treinador para metade do Campeonato Egipcio, e fazendo ele também parte da conquista da liga egípcia.

### FC Porto
Em 19 de janeiro de 2016, foi anunciado como treinador do Porto, substituindo Julen Lopetegui. A 30 de maio de 2016 acabou a rescindir contrato com o Porto, após o clube acabar a época em 3º lugar e de ter perdido a final da Taça de Portugal frente ao SC Braga. Em 31 de Maio de 2016, Peseiro é despedido, após um ano de muita controvérsia dentro do próprio clube.

### Segunda passagem pelo S.C. Braga
No dia 6 de junho de 2016, foi contratado como técnico do Sporting Clube de Braga por 2 temporadas substituindo Paulo Fonseca e regressando assim ao clube que representou em 2012/2013 e ao qual ajudou a conquistar a Taça da Liga.
O treinador orientou os "guerreiros" em 23 encontros oficiais, vencendo 11, empatando cinco e saindo derrotado em sete. No dia 15 de Dezembro 2016 o Sporting Clube Braga rescinde amigavelmente o contrato com Peseiro devido à eliminação da taça de Portugal diante do Covilhã, troféu esse que era finalista vencido na época 2014-2015.

### Sharjah FC
No primeiro dia de Janeiro de 2017 assina pelo Sharjah FC com o objectivo de manter o clube na primeira divisão dos Emirados o qual foi concretizado.
Na UAE President's Cup chegou as meias finais perdendo para o Al Wahda por 1-0.
Deixa o comando da equipa em Outubro de 2017.

### Vitória de Guimarães
A 28 de fevereiro de 2018, assume o comando técnico do Vitória Sport Clube num acordo válido até 2019 numa altura em que o clube passava bastantes dificuldades, após vários resultados nada agradáveis o técnico vem substituir Pedro Martins na liderança do emblema Vimaranense, fazendo deste, o quinto emblema que o treinador orienta no principal escalão do futebol português.
A 15 de maio desse mesmo ano, activando a clausula inicial proposta pelo próprio treinador, de que inicialmente o contrato seria de 1 ano e meio, sendo que após o primeiro ano, poderia prescindir do restante contrato o próprio treinador. A equipa minhota em comunicado oficial confirma que a decisão foi tomada por acordo mútuo.

### Segunda passagem pelo Sporting Clube de Portugal
No momento mais conturbado da história do sporting é anunciado, a 1 de Julho de 2018, como treinador da equipa principal do Sporting Clube de Portugal, substituindo Jorge Jesus escolhido por José Sousa Cintra, e pela sua comissão de gestão. Mesmo dentro de todo este ambiente desfavorável, deixa a equipa a 2 pontos do 1º classificado, sendo despedido pelo Presidente Eleito, que substitui a comissão de gestão.

### Venezuela
Peseiro foi apresentado como novo selecionador da equipa nacional da Venezuela em Fevereiro de 2020. Sua primeira partida como comandante foi numa derrota ante a Colômbia válida pela classificatória para o Campeonato Mundial de 2022.
Na Copa América de 2021, disputada no Brasil, a seleção Vinho Tinto foi eliminada na fase de grupos, com dois empates e duas derrotas. O selecionador foi elogiado por conseguir estes resultados com um surto de COVID-19 na equipa e restrições de viagens impostas pelos países onde os jogadores residem, facto que deixou o avançado Salomón Rondón na China.
Peseiro deixou a Seleção Venezuelana em Agosto de 2021 devido ao não recebimento de seu salário em um ano, em meio a crise económica que o país passa.
Nigéria
A Nigéria anunciou o português Jose Peseiro como novo técnico da seleção do país a 15 de maio de 2022. A 13 de junho de 2022, José Peseiro alcançou a maior vitória de sempre da Nigéria com uma goleada sobre São Tomé e Principe por 10-0, na qualificação para a AFCON 2024. Conseguiu a qualificação após uma vitória por 3-2 frente à Serra Leoa, garantindo assim a presença da Nigéria na AFCON 2024, na Costa do Marfim. 
Depois de uma caminhada exemplar, a Nigéria chegou final do torneio à anfitriã Costa do Marfim, e viria a perder por 2-1. No entanto, o percurso da Nigéria foi visto com grande euforia e orgulho pelos nigerianos, que homenagearam a seleção no regresso a casa, em festa. 
Em março do mesmo ano, José Peseiro deixou a seleção nigeriana. 
Zamalek
A 14 de fevereiro de 2025, José Peseiro tornou-se treinador do gigante egípcio Zamalek SC.  O treinador levou o Zamalek à final da Taça do Egipto, mas acabou por sair do clube mesmo sem qualquer derrota no campeonato em 8 jogos. 

## Títulos
- II Divisão: 1999-00, Clube Desportivo Nacional
- Taça AF Madeira: 2000-01, Clube Desportivo Nacional
- Taça da Liga de 2012–13, Sporting Clube de Braga
- Liga Egípcia: 2015-16, Al-Ahly